# Estendard reial

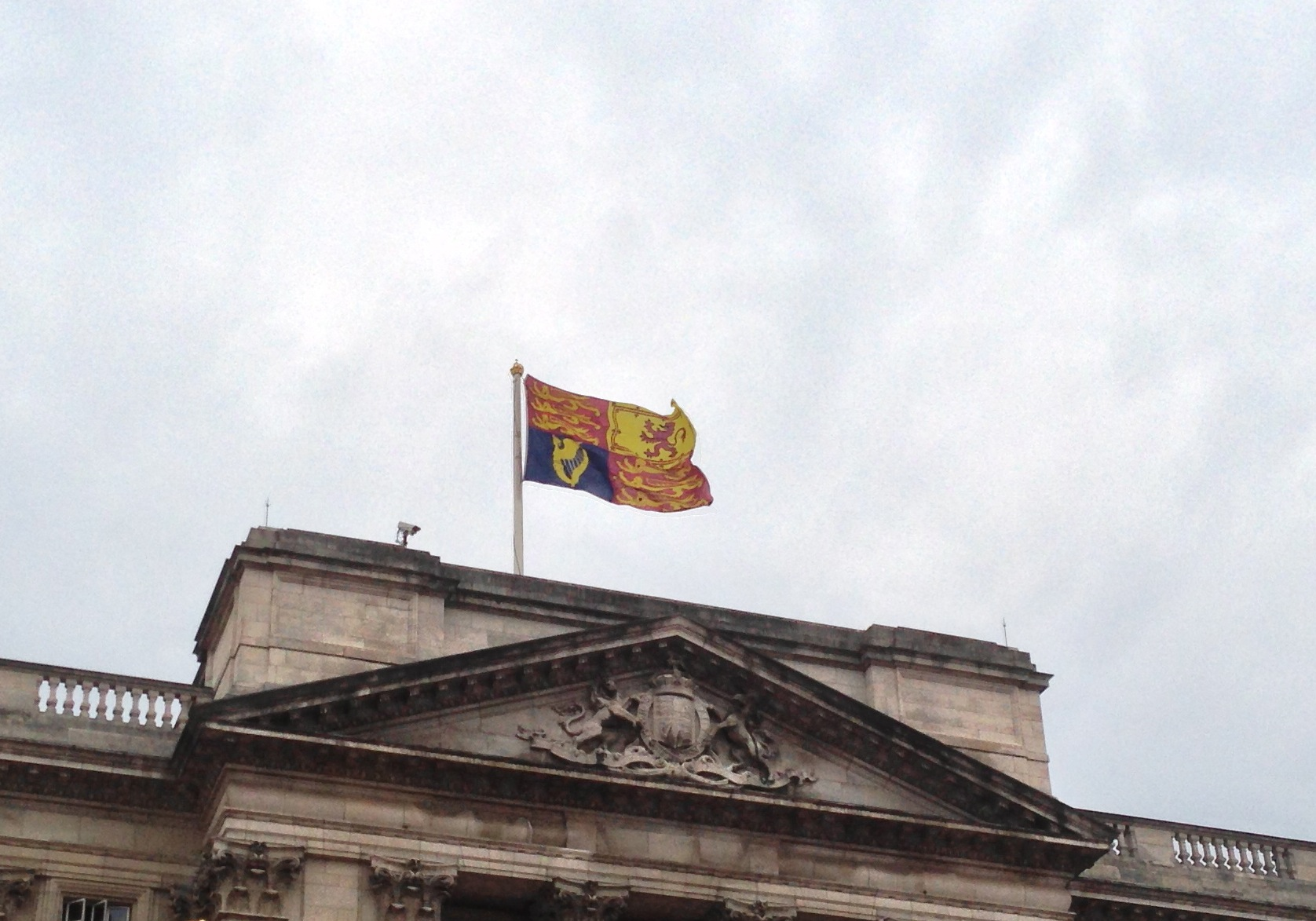
Estendard reial al Buckingham Palace

Un Estendard reial és aquell tipus d'estendard que representa un monarca i que normalment és hissat a les seves residències, vehicles, embarcacions militars i emprat en actes castrencs. Depenent de cada casa reial, l'estendard real és sempre el mateix i representa el càrrec de monarca, sigui qui sigui el que ho ostenti, o bé és diferent per a cada membre de la família, per la qual cosa els diferents estendards es poden considerar banderes personals.

## Llista d'estendards
- Estendard Real del Regne Unit
  - Estendard Real d'Escòcia[2]
  - Estendard Reial de Gal·les
- Estendard Real dels Països Baixos
- Estendard Real de Suècia
- Estendard Real de Noruega
- Estendard Reial d'Espanya
- Estendard Real de Bèlgica
- Estendard Real de Tailàndia

## Altres estendards
- Estendard imperial, terme pel qual és conegut l'estendard usat per la persona d'un monarca amb el títol imperial .